# Staro Korito
Staro Korito (cyr. Старо Корито) – wieś w Serbii, w okręgu zajeczarskim, w gminie Knjaževac. W 2011 roku liczyła 23 mieszkańców.